# 卢森堡犹太人大屠杀
卢森堡犹太人大屠杀（德語：Deportation von Juden aus Luxemburg）是指德国占领卢森堡期间当局对当地犹太人的一系列迫害和屠杀，属纳粹大屠杀的一部分。当时卢森堡的3,500余名犹太人中，有1,950余人被屠杀 。

## 背景
1935年时，有约2,000名因纳粹政权的迫害而移民到卢森堡的犹太人。到1939年第二次世界大战开始时，当地有约3,500至4,200名犹太人。

## 驱逐和屠杀
德国入侵卢森堡后，纳粹德国陆军将领瓦尔特·冯·赖歇瑙承诺若当地犹太人服从德方管理，便不会屠杀犹太人。1940年8月7日，古斯塔夫·西蒙接管卢森堡，这一承诺随即破裂。
1940年9月，德占当局在卢森堡引入了纽伦堡法案。犹太人被禁止前往大部分公共场所，并被勒令只能在部分商店购物。在反犹宣传蔓延的同时，也出现了居民自发的反犹行为。
1941年3月，约1,000名犹太人逃出卢森堡。在此期间，当地由犹太人经营的企业和农场均被没收并转移给“雅利安人”，各企业的犹太人雇员也被辞退。1941年8月23日，当局对犹太人执行宵禁。随后，当局又颁布了一项命令，要求所有犹太人佩戴犹太星。1943年8月，卢森堡一座古老的猶太會堂被毁。

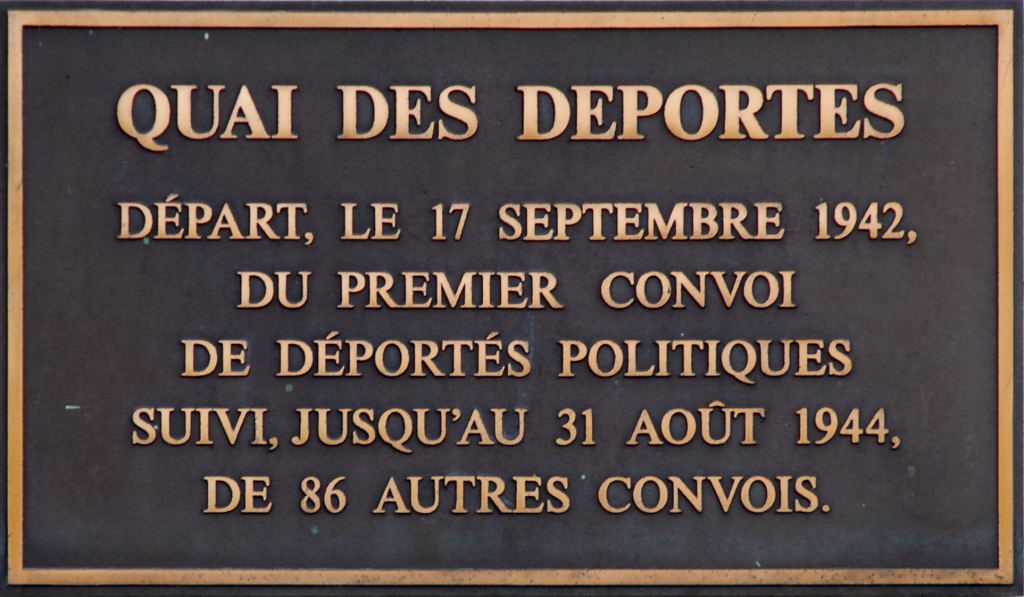
纪念遇难者的牌匾

1940年至1941年，约1,000名卢森堡犹太人逃往法国。大部分逃亡者随后被德占法国当局送往波兰的纳粹灭绝营。
1941年至1943年，约720余名犹太人被驱逐到死亡营，其中只有30余人幸存。一部分被驱逐者被送往罗兹犹太区，然后在海乌姆诺灭绝营被杀害。另一部分被运往特雷津，然后在奥斯威辛死亡营被杀害。
1941年10月，德占当局宣布已经彻底消灭了卢森堡的所有犹太人。
1944年9月9日，盟军解放卢森堡。此时，战前卢森堡的3,500余名犹太人中，仅1,500余名犹太人存活，而其余的大部分都死在了灭绝营中。
被驱逐者人数图表如下：
| 日期           | 目的地          | 被驱逐者人数 |
| -------------- | --------------- | ------------ |
| 1941年10月16日 | 罗兹            | 334          |
| 1942年4月23日  | 伊兹比察        | 27           |
| 1942年7月12日  | 奥斯维辛        | 24           |
| 1942年7月26日  | 泰雷津          | 27           |
| 1942年7月28日  | 泰雷津          | 159          |
| 1943年4月6日   | 泰雷津          | 97           |
| 1943年6月17日  | 特雷津/奥斯维辛 | 11           |

## 纪念
自1946年以来，卢森堡于每年10月10日设立了犹太人大屠杀纪念日。自2009年以来，卢森堡与大多数欧洲国家一样，于1月27日举办国际大屠杀纪念日之活动。

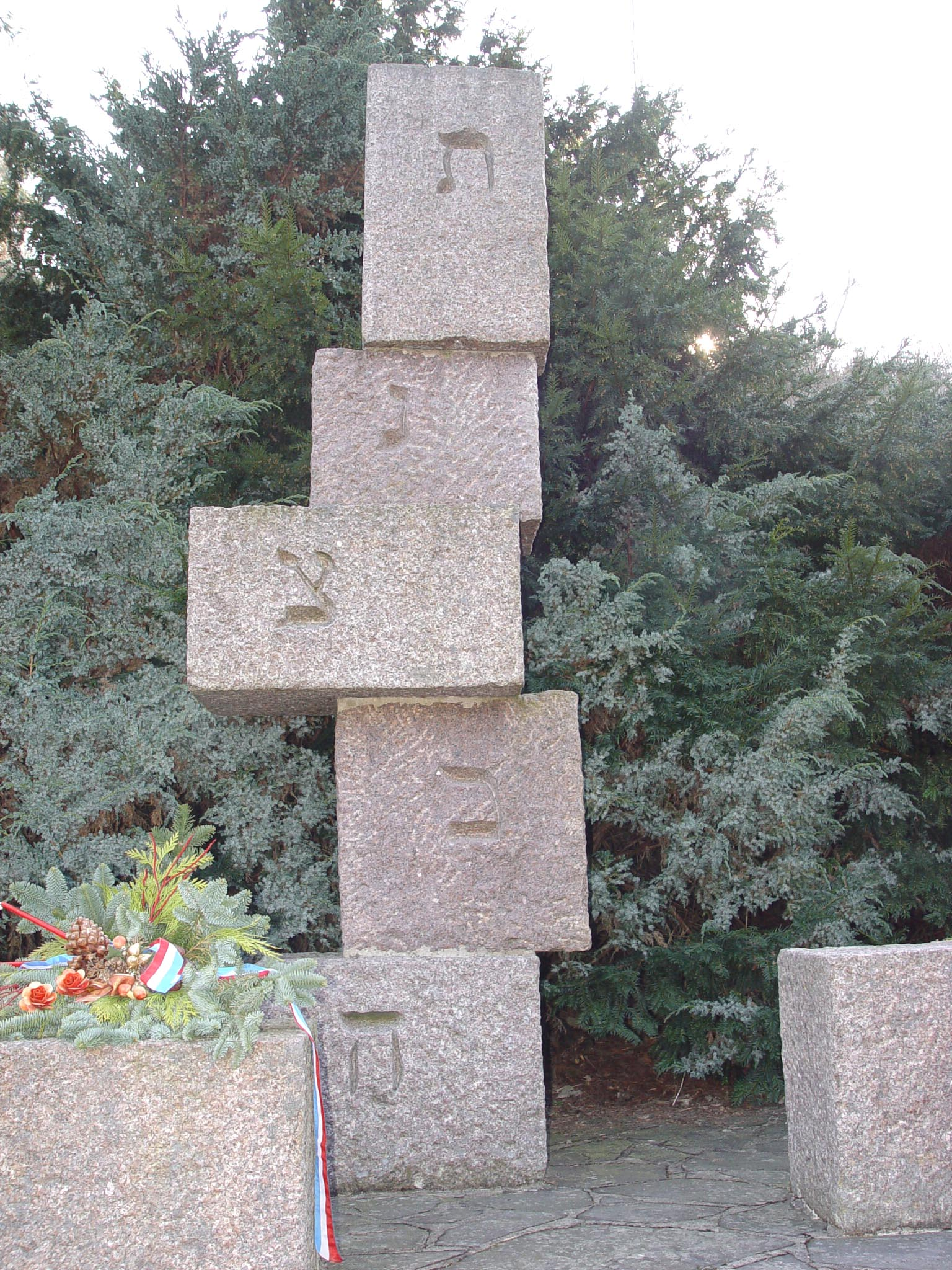
纪念遇难者的纪念碑

1969年7月6日，在让大公见证下，当地一座纪念大屠杀遇难者的纪念碑揭幕。每年7月的第一个星期日，这里都会举行纪念仪式。
以色列猶太大屠殺紀念館于1971年授予时任卢森堡司法部长维克多·博德森“国际义人”称号 ，二战时博德森冒着生命危险协助了大约100名犹太人逃离德占区。
自2003年以来，卢森堡一直是国际大屠杀纪念联盟成员。所有与大屠杀有关的文件都可以在卢森堡当地的档案馆查阅。卢森堡教育部每年一月份在当地所有中高等学校组织一次纪念活动。